# Justo Galaviz
Justo Galaviz (6 de setembro de 1954 — 21 de setembro de 2013) foi um ciclista venezuelano. Participou nos Jogos Olímpicos de 1976, em Montreal, competindo na estrada, mas não completou a prova. No contrarrelógio por equipes de 100 km, ele foi o vigésimo primeiro colocado.